# Go⇒Way/Center of the World
「Go⇒Way/Center of the World」（ゴー・ウェイ/センター・オブ・ザ・ワールド）は、日本のロックデュオ・Honey L Daysのメジャー1作目のシングル。

## 概要
- 両A面からなるメジャーデビューシングル。
- 表題2曲目は中村優一主演の映画『僕らの方程式』の主題歌に使用された。また、この映画にはメンバーのMITSUAKIとKYOHEIも出演し、KYOHEIは映画音楽も手掛けている[1]。
- CD+DVD規格とCD規格の2形態で発売され、DVDには表題2曲のミュージック・ビデオと、「2人だけのHappy Birthday -withボクシキメンバー-」のメイキング映像が収録された。

## 収録曲
| 全作曲: KYOHEI。 |                                                    |                  |            |                         |                      |      |
| #                | タイトル                                           | 作詞             | 作曲・編曲 | 編曲                    | ストリングスアレンジ | 時間 |
| 1.               | 「Go⇒Way」                                         | MITSUAKI、KYOHEI | KYOHEI     | Syunsuke Minami、KYOHEI |                      | 4:20 |
| 2.               | 「Center of the World」                            | KYOHEI           | KYOHEI     | Jin Saito               | Masaki Iwamoto       | 5:31 |
| 3.               | 「2人だけのHappy Birthday -withボクシキメンバー-」 | KYOHEI           | KYOHEI     | KYOHEI                  |                      | 3:53 |
| 4.               | 「Go⇒Way -Instrumental-」                          |                  | KYOHEI     | Syunsuke Minami、KYOHEI |                      | 4:20 |
| 5.               | 「Center of the World -Instrumental-」             |                  | KYOHEI     | Jin Saito               | Masaki Iwamoto       | 5:31 |
| 合計時間:        | 合計時間:                                          | 合計時間:        | 合計時間:  | 合計時間:               | 23:35                |      |

### 解説
1. Go⇒Way
2. Center of the World
3. 2人だけのHappy Birthday -withボクシキメンバー-
CD規格にのみ収録されている楽曲で、映画『僕らの方程式』の出演者が参加している。
4. Go⇒Way -Instrumental-
表題1曲目のインストゥルメンタルバージョン。
5. Center of the World -Instrumental-
表題2曲目のインストゥルメンタルバージョン。

## 参加ミュージシャン
Honey L Days
- MITSUAKI：Vocal (#1,2,3)
- KYOHEI：Vocal (#1,2,3)

Support Musician
- 今泉洋：Guitar (#2,5)
- 新井遼一：Additional Bass (#1,3)
- 河辺真：Bass (#2,5)
- 有松益男：Drums (#2,5)
- 中川貴美子ストリングス：Strings (#2,5)

## タイアップ
- バイオタイド配給映画『僕らの方程式』主題歌 (#2)
- バイオタイド配給映画『僕らの方程式』挿入歌 (#3)

## 収録アルバム
- 伝えたいことがあるから (#1,2)